# 水果麵包
水果麵包或水果蛋糕（英語：Fruitcake）是西方國家經常在聖誕節食用的一種間於麵包和蛋糕之間的甜點，裡面有果乾、堅果、蜂蜜以及烈酒。這種麵包起源於古羅馬，最早的食譜是將石榴籽、松子和葡萄乾混入大麥泥中。在中世紀，則開始蜂蜜、香料、水果。

## 外部連結
- Muchas recetas de pasteles de fruta （页面存档备份，存于）
- Pastel de fruta borracho （页面存档备份，存于）